# Próchnica (struga)
Próchnica (inaczej: Pruchnica) – struga dorzecza Sanu, prawoboczny dopływ Czarnej Łady. Powstaje z połączenia dwóch rzeczek: Stoku i Braszczki pomiędzy Wolą Małą a Biłgorajem. Wpływa do Czarnej Łady w południowej części Biłgoraja na terenie dzielnicy Piaski. W granicach Biłgoraja przyjmuje rzeczkę o nazwie Krasna. Rzeka przepływa przez Puszczę Solską i Biłgoraj. Nad Próchnicą leży też dzielnica Biłgoraja: Piaski.